# Cheratocita
I cheratociti, noti anche come Helmet cells, sono emazie a forma di mezzaluna per rottura di un vacuolo.
Sono presenti nella coagulazione intravascolare disseminata, negli emangiomi cavernosi, nelle anemie emolitiche da trauma meccanico e nella porpora trombotica trombocitopenica.